# Louis Réard
Louis Reard (10 de octubre de 1896-16 de septiembre de 1984) fue un ingeniero francés de automóviles que inventó el bikini en 1946.

## Comercialización del bikini
Reard se hizo cargo del negocio de lencería de su madre en la década de 1940 y se convirtió en diseñador de ropa cerca de Les Folies Bergères en París. Estando en las playas de Saint Tropez, notó que las mujeres enrollaban los bordes de sus trajes de baño para broncearse mejor, lo que lo inspiró a diseñar un traje de baño con el estómago expuesto.
En mayo de 1946, el diseñador francés Jacques Heim produjo un traje de baño de dos piezas al que llamó "Atome" anunciándolo como el "traje de baño más pequeño del mundo". La parte inferior del traje de baño de Heim era lo suficientemente grande como para cubrir por encima del ombligo de la usuaria. Réard produjo rápidamente su propio diseño de traje de baño, que era un bikini de tiras que constaba de cuatro triángulos, dos para cubrir los pechos, uno para parte superior de los glúteos y otro para la zona pélvica, hechos con solo 194 cm² de tela con estampados de periódico.
Cuando Louis Reard quiso presentarlo en la piscina del hotel Melitor no pudo encontrar un modelo que se atreviera a usar su diseño, por lo que decidió contratar a Micheline Bernardini, una bailarina nudista del Casino de París. Ese bikini fue "oficialmente" presentado el 5 de julio de 1946 en un evento de moda en Piscine Molitor, una piscina pública popular en París. 
El bikini fue un éxito, sobre todo entre los hombres, y Bernardini recibió unas 50 000 cartas de admiradores. El diseño de Heim fue el primero en usar en la playa, pero el género de la ropa se le dio su nombre por Reard. Su negocio se disparó, y en los anuncios se mantuvo viva la mística bikini, al declarar que un traje de dos piezas del bikini no era un auténtico "a menos que se le pudiera hacer pasar a través de un anillo de bodas".

## Vida personal
Se mudó con su esposa, Marcelle Reard, a Lausana de Suiza en 1980. Murió en Lausana el 16 de septiembre de 1984 a la edad de 87 años.